# Filip Lazăr
Filip Lazăr (n. 6 mai 1894, Craiova, România – d. 3 noiembrie 1936, Paris, Franța) a fost un compozitor și pianist român.

## Biografie
El provenea dintr-o familie în care arta muzicală ocupa un loc aparte – mama sa absolvise Conservatorul din București, ea fiind totodată și cea care îi dă primele lecții de pian. Afirmând înclinații muzicale deosebite, a fost dat la Conservatorul din București (1907 - 1912) să studieze cu Emilia Saegiu (pian), Dumitru Georgescu-Kiriac (teorie-solfegiu), Alfonso Castaldi (armonie, contrapunct, compoziție). Înaintea începerii Primului Razboi Mondial, Filip Lazăr este trimis la Leipziger Konservatorium (1913 - 1914) unde studiază cu Robert Teichmüller (pian) și Stephan Krehl (compoziție, armonie, contrapunt). Întrerupe însă studiile pentru a se înrola voluntar (1916 - 1918). Membru fondator (1920) al Societății Compozitorilor Români, membru fondator și președinte al Societății Muzicale Triton, din care mai făceau parte și Darius Milhaud, Artur Honegger, Serghei Prokofiev etc. În cadrul acestei societăti Filip Lazăr leagă prietenii cu Maurice Ravel, Stravinski, Martinu. A intreprins turnee artistice in Franța Elveția, Austria și S.U.A. (în 1933 unde își cântă propriul Concert de pian sub bagheta lui Kusevitski) . A făcut parte din comitetul tehnic al Societății corale Cântarea României din București și din International Society of Contemporary Music. A fost distins cu Mențiune onorifică (1915), premiul II onorific (1919) și premiul I de compoziție George Enescu (1924), cu Premiul Radiodifuziunii Franceze din Paris (1931).

## Muzică de teatru
- 1918 - La bouteille de Panurge, balet, libretul de André Cœuroy
- 1928 - Les Images de Béatrice, op. 18, operă cântată dupa Familia Cenci de Percy Bysshe Shelley, libretul de André Cœuroy

## Muzică simfonica
- 1919 - Preludiu pentru Orchestră
- 1921 - Suita Română în Re major pentru orchestră
- 1924 - Divertisment pe o temă banală pentru Orchestră
- 1925 - Suite valaque pentru orchestră mica/ Tziganes, scherzo pentru orchestră mare
- 1927 - Concerto Grosso pour orchestre, nr. 1 , op 17

- 1928 - Le Ring. Un round de 4 minutes, muzică pentru orchestră nr.2 (idem, reducție pentru două piane de autor, idem reducție pentru pian la patru mâini de L. Garbari)
- 1931 - Muzică pentru radio, uvertura pentru orchestră mica
- Concertul nr. 2. pentru pian și orchestră , op. 19.
- 1934 - Concertul nr. 3 pentru pian și orchestră, op. 23
- 1934 - Concertul nr. 4 pentru baterie și 12 instrumente, op. 24
- Concerto da camera
- 1931 - Concerto Grosso nr. 2, neterminat

## Muzică de cameră
- 1915 - Sonata pentru pian in FA major
- 1919 - Sonata in mi minor pentru vioara și pian
- 1924 - Suita I pentru pian
- 1925 - Suita a IIa pentru pian
- 1925 - Două dansuri populare românești pentru pian
- 1925 - Bagatela pentru violoncel (constrabas) și pian / orchestră
- 1926 - Sonata a III a pentru pian
- 1927 - Bagatela pentru pian
- 1929 - Sonata pentru pian în La bemol, op. 15
- 1929 - Piéces minuscules pour les infants, op. 16
- 1934 - Trio pentru oboi, clarinet și fagot
- 1935 - Trio pentru vioara viola și violoncel
- 1936 - Mică suită pentru oboi, clarinet și fagot (extrasă din Piese minuscule pentru copii)
- Trio pentru harpe
- Cvintet pentru harpe

## Muzică corală
- 1924 - Dor de crâng, cor mixt, versuri populare
- 1924 - Paparudele, cor mixt pentru 6 voci, versuri populare

## Muzică vocală
- 1926 - Două cântece de dor și unul vesel, voce și pian, versuri populare (Cuprinde: Mi-a trimis bădița dor; Dorule pribeag; Vai, mandruțo!)
- 1927 - Trei pastorale, voce și pian, versuri de Șt. Octavian Iosif (Cuprinde: Singurel ca un haiduc; Boii stau la jug supuși; Dragă codule, te las! )
- Melodii pe poeme de Heinrich Heine, voce și pian
- 6 melodii pentru voce și pian/ orchestră

## Biografie
- V. Tomescu, Filip Lazăr, Editura Muzicală, București, 1963